# Bataille du Sperchiós
 (juin 2019).
Si vous disposez d'ouvrages ou d'articles de référence ou si vous connaissez des sites web de qualité traitant du thème abordé ici, merci de compléter l'article en donnant les références utiles à sa vérifiabilité et en les liant à la section « Notes et références ».
Guerres byzantino-bulgares
Guerres byzantino-bulgares
Batailles
- Ongal (680)
- Anchialos (708)
- Marcellae (756)
- Lithosoria (774)
- Marcellae (792)
- Serdica (809)
- Pliska (811)
- Versinikia (813)
- Mesembria
- Guerre de 894 - 896
  - Bulgarophygon
- Guerre de 913 - 927
  - Anchialos (917)
  - Pegae (921)
- Guerre de 970 - 1018
  - Portes de Trajan (986)
  - Thessalonique (995)
  - Passe de Kleidion (1014)
  - Bitola (1015)
- Ostrovo (1040)
- Klokotnica (1230)
- Andrinople (1254)
- Devina (1279)
- Skafida (1304)
- Rusokastro (1332)

La bataille du Sperchiós (en bulgare : итка при Сперхей, en grec moderne : Μάχη του Σπερχειού) se déroula en 997 apr. J.-C., sur les rives du fleuve Sperchiós près de la ville de Lamía, dans le centre de la Grèce. La bataille a opposé une armée bulgare dirigée par le tsar Samuel Ier de Bulgarie, qui l'année précédente avait pénétré au sud de la Grèce, et une armée byzantine sous le commandement du général Nicéphore Ouranos. La victoire byzantine a pratiquement détruit l'armée bulgare et mis fin à ses raids dans le sud des Balkans et en Grèce. La principale source historique de la bataille provient de l'historien grec Jean Skylitzès dont le Synopsis historiôn (Σύνοψις ἱστοριῶν) contient une biographie de l'empereur byzantin régnant à l'époque, Basile II.

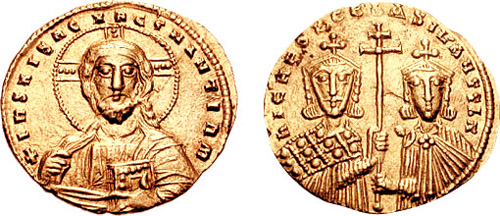
Basile II et son beau-père l'empereur Nicéphore II Phocas (droite).

## Le contexte historique
Après le succès des Bulgares dans la bataille des Portes de Trajan en 986, Byzance était plongée dans une guerre civile, encore exacerbée par le conflit avec les Fatimides en Syrie. Le tsar Samuel Ier de Bulgarie profita de la situation. Il réussit à s'emparer de nombreux châteaux dans les environs de Thessalonique, la deuxième ville de l'empire. En 991, les Byzantins réussirent à capturer Romain de Bulgarie, mais cela n'a pas arrêté Samuel, qui était désormais de facto le seul empereur de Bulgarie. En 996, Samuel Ier de Bulgarie défit les forces des stratèges de Thessalonique et partit vers le sud, menaçant finalement Larissa et Corinthe.

## La bataille
Sur le chemin du retour, il rencontra une armée byzantine de l'autre côté du fleuve Sperchiós, dirigée par le domestique des Scholes d'Occident, Nicéphore Ouranos. Basile II avait nommé un an auparavant Ouranos commandant de tous les territoires balkaniques et grecs de l'empire byzantin et lui avait donné une grande armée pour vaincre les Bulgares. Il suivit l'armée bulgare et l'affronta après que les Bulgares eurent traversé le passage des Thermopyles sur le fleuve Sperchiós.
Après de fortes pluies, le fleuve avait gonflé et avait inondé une grande partie des deux rives. Les Bulgares campaient sur la rive sud et les Byzantins au nord, séparés les uns des autres par le cours d'eau. Les deux armées sont restées ainsi campées pendant plusieurs jours. Samuel de Bulgarie était convaincu que les Byzantins ne pourraient pas traverser et avait négligé de prendre des mesures pour protéger son camp. Cependant, Ouranos chercha et trouva un gué, mena son armée dans la nuit et attaqua les Bulgares à l'aube. Les Bulgares ne furent pas en mesure de résister efficacement et la plus grande partie de leur armée fut détruite et capturée. Samuel, blessé lors du combat, et son fils Gabriel Radomir échappèrent à la capture en faisant les morts parmi les corps de leurs soldats tués. Environ 12 000 de leurs hommes auraient été capturés. Après la tombée de la nuit, ils se dirigèrent vers la Bulgarie et, dans les montagnes du Pinde, rassemblèrent ce qui restait de leur armée. Selon Yahyā d'Antioche, Nicéphore Ouranos serait rentré à Constantinople avec mille têtes de soldats bulgares et douze mille captifs.

## Conséquences
La bataille était une défaite majeure de l'armée bulgare. Au début, Samuel Ier de Bulgarie s'était montré prêt à négocier, mais après l'annonce de la mort du dirigeant officiel de la Bulgarie, Romain, en prison, il s'était proclamé l'unique tsar légitime et avait poursuivi la guerre. Bien que Samuel ait initialement réussi à se rétablir, les Byzantins prirent résolument le commandement de la guerre. En 1014, ils vainquirent les Bulgares et conquirent le pays. Selon Skylitzès, la victoire était entièrement due à Ouranos, et Basile II n’est cité que parce qu'il l'avait nommé au poste de domestique des Scholes.